# Talismania bifurcata
Talismania bifurcata е вид лъчеперка от семейство Alepocephalidae. Видът не е застрашен от изчезване.

## Разпространение и местообитание
Разпространен е в Австралия (Нов Южен Уелс), Гватемала, Еквадор, Канада (Британска Колумбия), Колумбия, Коста Рика, Мексико, Намибия, Никарагуа, Панама, Перу, Салвадор, САЩ (Вашингтон, Калифорния и Орегон) и Хондурас.
Обитава крайбрежията на морета и заливи. Среща се на дълбочина от 300 до 2000 m, при температура на водата от 3,7 до 4,6 °C и соленост 34,3 – 34,4 ‰.

## Описание
На дължина достигат до 27,7 cm.